# 横山城 (駿河国)
横山城（よこやまじょう）は、駿河国庵原郡（現静岡県静岡市清水区谷津町付近）にあった日本の城。別名興津城（おきつじょう）。

## 概要
駿河国の国人で後に守護・今川氏の被官となった興津氏の居城と伝えられている。南北朝時代から戦国時代にかけて興津氏が支配してきたが、興津と身延（甲斐国）を結ぶ交通の要路上にあったために武田信玄の駿河侵攻時には激しい攻防が繰り広げられ、特に永禄12年（1569年）に城下の興津川で武田氏と北条氏（今川氏の援軍）が対峙した時には横山城は武田氏の占領下にあり、同軍の主要な拠点となった。最終的に駿河は武田氏の領有となるが、その武田氏が天正10年（1582年）に滅亡して以降は使われなくなり廃城になったと考えられている。
興津川の左岸に突き出した山中にあり、山頂部から山腹を削平して、主郭である一の曲輪から南側に向かってT字型に曲輪が配置され、南側には東西方向に大規模な土塁が形成されている。背後の山とは堀切で区切られていた。